# Zieleń (województwo łódzkie)
Zieleń – wieś w Polsce położona w województwie łódzkim, w powiecie poddębickim, w gminie Uniejów.
Na terenie wsi znajduje się bunkier z okresu II wojny światowej. Siedzibę ma tutaj leśnictwo Uniejów wchodzące w skład Nadleśnictwa Turek.
W latach 1975–1998 miejscowość należała administracyjnie do województwa konińskiego.